# Exhuma
Exhuma (en hangul, 파묘; en hanja, 破墓; romanización revisada, Pamyo; literalmente, «Excavación») es una película surcoreana de 2024 escrita y dirigida por Jang Jae-hyun, y protagonizada por Choi Min-sik, Kim Go-eun, Yoo Hae-jin y Lee Do-hyun. Se exhibió el 18 de febrero de 2024 en la Berlinale, y se estrenó en sala en Corea del Sur el 22 del mismo mes.

## Sinopsis
Exhuma cuenta la historia de los extraños sucesos que les suceden a geománticos, enterradores y chamanes que reubican tumbas sospechosas a cambio de dinero. La joven chamana Hwa-rim y su compañero Bong-gil responden a una llamada de ayuda procedente de Los Ángeles, Estados Unidos, donde algunos miembros de la rica familia Park padecen una enfermedad desconocida; el trabajo está bien pagado, por lo que lo aceptan, y perciben que el origen del mal está en un problema con la tumba de un antepasado. Entonces, vuelven a Corea y, junto con un experto en feng shui y un sepulturero, comienzan a exhumar la tumba de los antepasados en el norte de la provincia de Gangwon-do. En el proceso algo se libera del ataúd, y comienzan entonces los verdaderos problemas.

## Reparto

### Principal
- Choi Min-sik como Kim Sang-deok, un geomante.[7][8][9]
- Kim Go-eun como Hwa-rim, una chamana.[10][11]
- Yoo Hae-jin como Yeong-geun, un empresario de pompas fúnebres.[12][13]
- Lee Do-hyun como Bong-gil, un chamán.[14][15]

### Secundario
- Jeon Jeon-gi como Park Geun-hyeon.
- Hong Seo-jun como el presidente Kim.
- Kim Jae-cheol como Park Ji-yong.[16]
- Kim Tae-jun como Chang-min.
- Jeong Yun-ha como la esposa de Park Ji-yong.
- Park Jeong- ja como tía de Park Ji-yong.
- Choi Mun-ja como la hija de la tía.
- Park Ji-il como el mayordomo de Park Ji-yong.
- Lee A-yeon como la hija del presidente Kim.
- Eun-su como la hija de Kim Sang-deok, Yeon-hee
- Kim Sun-young como Oh Gwang-sim.[16]
- Kim Ji-an como Park Ja-hye.[16][17][18]
- Lee Jong-gu como el bodhisattva del templo Boguksa.

### Apariciones especiales
- Rikiya Koyama.
- Kim Min-joon.
- Lee David como el fotógrafo de bodas.

## Producción
La película está producida y distribuida por Showbox y Pinetown Production, y coproducida por MCMC. Es el tercer largometraje dirigido por Jang Jae-hyun, después de The Priests (2015) y Svaha (2019). Jang también fue el guionista de los tres títulos. El punto de partida de Exhuma fue una experiencia suya de la niñez, cuando presenció el traslado de una antigua tumba. Para preparar el filme trabajó con un empresario de pompas fúnebres real durante un año, y realizó investigaciones preliminares exhaustivas, incluida la exhumación y reubicación de tumbas. Por otro lado, para Jang el feng shui, que tiene gran importancia en la trama, no es una supersitición, sino la aplicación de una metodología científica basada en la geología, la etnografía y la microbiología. En cuanto al género del filme, Jang rechaza que sea de terror: «quería filmar algo misterioso en lugar de aterrador».
Con esta película debuta en cine el actor Lee Do-hyun, quien previamente se había hecho popular por su aparición en varias series televisivas de éxito.El 8 de junio de 2021 se anunció que Jang Jae-hyun dirigiría un thriller sobrenatural protagonizado por Choi Min-sik y que estaba buscando una actriz como coprotagonista. Además, se preveía que el rodaje comenzara en otoño, dado que algunas escenas requieren hacerse en esta época del año. Sin embargo, no fue hasta agosto de 2022 cuando se anunciaron los nombres de Kim Go-eun y Lee Do-hyun, mientras que Yoo Hae-jin se unió al reparto en septiembre.
El rodaje, pues, comenzó en octubre de 2022, y finalizó en marzo del año sucesivo. Según el director Jang, se intentó filmar evitando en lo posible los efectos especiales, sin construir decorados y recurriendo al maquillaje y fotografía desenfocada en el caso de fantasmas y apariciones. Todo ello favoreció una actuación más natural de los protagonistas. Para preparar su personaje, Kim Go-eun estuvo varios meses recibiendo las enseñanzas de un famoso chamán, aprendiendo los rituales del exorcismo, los gestos y movimientos, e incluso memorizando el sutra. De ahí el realismo con que se representa, entre otras, la escena de la ceremonia de invocación de almas.
La producción se presentó junto con un pase previo para la prensa el 20 de febrero de 2024 en Megabox COEX (Gangnam-gu, Seúl), con la presencia del director y los protagonistas. Durante la misma se reveló que una de las escenas, la del funeral masivo que interpreta Kim Go-eun, se rodó simultáneamente con cuatro cámaras durante un día completo.

## Estreno y recepción
Exhuma se estrenó el 16 de febrero de 2024 en la sección Forum del 74.º Festival Internacional de Cine de Berlín.El estreno comercial en sala llegó el 22 del mismo mes en Corea del Sur.Se exhibió en 2086 pantallas y vendió el primer día 336 114 entradas, con una recaudación bruta de 2 369 404 dólares estadounidenses, con lo que quedó por este concepto en primera posición entre las producciones estrenadas en el año. Además, al cabo de los tres primeros días, superó el millón de espectadores, por encima del éxito de 2023 12.12: The Day, que lo logró en cuatro días: de hecho, llegó a 2354 salas, 1 456 921 billetes y una taquilla de 10 580 000 dólares en solo dichos tres días. El público que asistió era mayoritariamente femenino (61 %) y en la treintena o la veintena de edad.El gran éxito, que sorprendió a los propios actores, continuó en su primer fin de semana: necesitó solo un día más, en total cuatro desde el estreno, para superar los dos millones de espectadores.
A finales de junio la película había vendido ya casi doce millones de entradas con una taquilla de 97 985 461 dólares, situándose por este concepto en primera posición entre las producciones surcoreanas estrenadas en el año.

### Crítica
Para Kim Eun-hyung (Hankyoreh), Exhuma «es un poderoso entretenimiento que atraerá audiencias a la industria cinematográfica coreana, [...] un trabajo bien hecho que refina suavemente las fortalezas de sus dos trabajos anteriores». Califica como excelente el modo en que se plasma el proceso de exhumar un ataúd con el ritual correspondiente: «la escena en la que Kim Go-eun realiza un gran ritual para proteger a los trabajadores de la tumba de los fantasmas es tan realista que no se puede comparar con otras películas que han tratado sobre el chamanismo». Por último, destaca el trabajo de los cuatro actores protagonistas, en particular Choi Min-sik y Kim Go-eun.
También Lee Yoon-seo (The Korea Herald) elogia la «sólida actuación» del reparto, y destaca a «Kim Go-eun, quien interpreta a la joven exorcista Hwa-rim, ofrece una actuación memorable [...] cautivando a la audiencia con sus canciones, oráculos y oraciones que inducen terror». También menciona el cuidado realismo con que se retratan las prácticas ancestrales, pero señala que, a pesar de estos elementos positivos, el filme «tropieza en el desarrollo de su trama» al no conectar debidamente los dos arcos narrativos en que se divide.
Woo Jae-yeon (Yonhap News) escribe que tal vez la película no esté a la altura de las expectativas de quien conoce la obra anterior del director, y ello porque «asume la ambiciosa tarea de combinar circunstancias sobrenaturales, rituales chamánicos y tradiciones con el pesado tema del traumático pasado del país. Y el resultado final llega a expensas de las características del género y la tensión psicológica, con una repentina liberación de vapor en el preciso momento en que la presión debería alcanzar su punto máximo».
Elsa Fernández-Santos escribe en El País que la mejor baza de la película, que cuenta con un atractivo arranque, es la pareja de personajes protagonistas, pero «Exhuma funciona hasta que empieza a abarcar un espectro tan amplio del género (mitos y leyendas históricas, fantasmas y folclore de terror, extrañas parejas, sagas malditas y pasados guerreros) que acaba siendo un laberinto de símbolos, espíritus y libros de historia».

## Premios y nominaciones
| Año  | Premios                                                | Categoría                      | Candidato                 | Resultado        | Ref.          |
| ---- | ------------------------------------------------------ | ------------------------------ | ------------------------- | ---------------- | ------------- |
| 2024 | Premios Baeksang Arts                                  | Mejor película                 | Exhuma                    | Nominada         | [ 37 ] [ 38 ] |
| 2024 | Premios Baeksang Arts                                  | Mejor director                 | Jang Jae-hyun             | Ganador          | [ 37 ] [ 38 ] |
| 2024 | Premios Baeksang Arts                                  | Mejor actor                    | Choi Min-sik              | Nominado         | [ 37 ] [ 38 ] |
| 2024 | Premios Baeksang Arts                                  | Mejor actriz                   | Kim Go-eun                | Ganadora         | [ 37 ] [ 38 ] |
| 2024 | Premios Baeksang Arts                                  | Mejor actor de reparto         | Yoo Hae-jin               | Nominado         | [ 37 ] [ 38 ] |
| 2024 | Premios Baeksang Arts                                  | Mejor actor revelación         | Lee Do-hyun               | Ganador          | [ 37 ] [ 38 ] |
| 2024 | Premios Baeksang Arts                                  | Mejor guion                    | Jang Jae-hyun             | Nominado         | [ 37 ] [ 38 ] |
| 2024 | Premios Baeksang Arts                                  | Premio técnico                 | Kim Byung-in (Sound)      | Ganador          | [ 37 ] [ 38 ] |
| 2024 | Premios Blue Dragon Film                               | Mejor película                 | Exhuma                    | Nominada         | [ 39 ]        |
| 2024 | Premios Blue Dragon Film                               | Mejor director                 | Jang Jae-hyun             | Ganador          | [ 39 ]        |
| 2024 | Premios Blue Dragon Film                               | Mejor actor                    | Choi Min-sik              | Nominado         | [ 39 ]        |
| 2024 | Premios Blue Dragon Film                               | Mejor actriz                   | Kim Go-eun                | Ganadora         | [ 39 ]        |
| 2024 | Premios Blue Dragon Film                               | Mejor actor de reparto         | Yoo Hae-jin               | Nominado         | [ 39 ]        |
| 2024 | Premios Blue Dragon Film                               | Mejor actor revelación         | Lee Do-hyun               | Nominado         | [ 39 ]        |
| 2024 | Premios Blue Dragon Film                               | Mejor guion                    | Jang Jae-hyun             | Nominado         | [ 39 ]        |
| 2024 | Premios Blue Dragon Film                               | Mejor montaje                  | Jeong Byung-jin           | Nominado         | [ 39 ]        |
| 2024 | Premios Blue Dragon Film                               | Mejor fotografía e iluminación | Lee Mo-gae, Lee Sung-hwan | Ganadores        | [ 39 ]        |
| 2024 | Premios Blue Dragon Film                               | Mejor dirección artística      | Seo Sung-gyeong           | Ganador          | [ 39 ]        |
| 2024 | Premios Blue Dragon Film                               | Mejor música                   | Kim Tae-seong             | Nominado         | [ 39 ]        |
| 2024 | Premios Blue Dragon Film                               | Premio técnico                 | Lee Eun-ju (Make up)      | Nominado         | [ 39 ]        |
| 2024 | Premios Brand of the Year                              | Mejor actriz (cine)            | Kim Go-eun                | Ganadora         | [ 40 ]        |
| 2024 | Premios Buil Film                                      | Mejor película                 | Exhuma                    | Nominada         | [ 41 ]        |
| 2024 | Premios Buil Film                                      | Mejor director                 | Jang Jae-hyun             | Nominado         | [ 41 ]        |
| 2024 | Premios Buil Film                                      | Mejor actriz                   | Kim Go-eun                | Nominada         | [ 41 ]        |
| 2024 | Premios Buil Film                                      | Mejor actor de reparto         | Yoo Hae-jin               | Nominado         | [ 41 ]        |
| 2024 | Premios Buil Film                                      | Mejor guion                    | Jang Jae-hyun             | Nominado         | [ 41 ]        |
| 2024 | Premios Buil Film                                      | Mejor actor revelación         | Lee Do-hyun               | Nominado         | [ 41 ]        |
| 2024 | Premios Buil Film                                      | Best Art/Premio técnico        | Seo Sung-gyeong           | Nominado         | [ 41 ]        |
| 2024 | Premios Buil Film                                      | Mejor música                   | Kim Tae-seong             | Nominado         | [ 41 ]        |
| 2024 | Premios Buil Film                                      | Premio Yu Hyun-mok Film Arts   | Jang Jae-hyun             | Ganador          | [ 41 ]        |
| 2024 | Premios Busan Film Critics                             | Mejor actor                    | Choi Min-sik              | Ganador          | [ 42 ]        |
| 2024 | Premios Cine21                                         | Película del año               | Exhuma                    | Segunda posición |               |
| 2024 | Premios Cine21                                         | Mejor director                 | Jang Jae-hyun             | Ganador          |               |
| 2024 | Premios Cine21                                         | Mejor actriz                   | Kim Go-eun                | Ganadora         |               |
| 2024 | Premios Korean Film Producers Association              | Mejor guion                    | Jang Jae-hyun             | Ganador          | [ 43 ]        |
| 2024 | Premios Korean Film Producers Association              | Mejor actriz                   | Kim Go-eun                | Ganadora         | [ 43 ]        |
| 2024 | Premios Korean Film Producers Association              | Mejor sonido                   | Kim Byung-in              | Ganador          | [ 43 ]        |
| 2024 | Premios Korean Film Producers Association              | Mejor iluminación              | Lee Sung-hwan             | Ganador          | [ 43 ]        |
| 2024 | Premios Korean Film Producers Association              | Premio artístico               | Seo Sung-kyung            | Ganador          | [ 43 ]        |
| 2024 | Festival de cine Marie Claire                          | Premio Pioneer                 | Kim Go-eun                | Ganadora         |               |
| 2024 | Festival de Cine de Sitges                             | Premio especial del jurado     | Exhuma                    | Ganadora         | [ 44 ] [ 45 ] |
| 2024 | Premios Women in Film of the Year                      | Mejor actriz                   | Kim Go-eun                | Ganadora         | [ 46 ]        |
| 2025 | Premios Asian Film                                     | Mejor película                 | Exhuma                    | Nominada         | [ 47 ] [ 48 ] |
| 2025 | Premios Asian Film                                     | Mejor director                 | Jang Jae-hyun             | Nominado         | [ 47 ] [ 48 ] |
| 2025 | Premios Asian Film                                     | Mejor actor                    | Choi Min-sik              | Nominado         | [ 47 ] [ 48 ] |
| 2025 | Premios Asian Film                                     | Mejor actriz                   | Kim Go-eun                | Nominada         | [ 47 ] [ 48 ] |
| 2025 | Premios Asian Film                                     | Mejor actor revelación         | Lee Do-hyun               | Nominado         | [ 47 ] [ 48 ] |
| 2025 | Premios Asian Film                                     | Mejor guion                    | Jang Jae-hyun             | Nominado         | [ 47 ] [ 48 ] |
| 2025 | Premios Asian Film                                     | Mejor vestuario                | Choi Yoon-sun             | Ganador          | [ 47 ] [ 48 ] |
| 2025 | Premios Asian Film                                     | Mejor diseño de producción     | Seo Sung-kyung            | Nominado         | [ 47 ] [ 48 ] |
| 2025 | Premios Asian Film                                     | Mejor banda sonora original    | Kim Tae-seong             | Nominado         | [ 47 ] [ 48 ] |
| 2025 | Premios Asian Film                                     | Mejores efectos visuales       | Kim Shin-chul, Daniel Son | Ganador          | [ 47 ] [ 48 ] |
| 2025 | Premios Asian Film                                     | Mejor sonido                   | Kim Byung-in              | Nominado         | [ 47 ] [ 48 ] |
| 2025 | Festival Internacional de Cine Fantástico de Gérardmer | Premio del jurado              | Exhuma                    | Ganadora         | [ 49 ]        |
| 2025 | Premios Director's Cut                                 | Mejor director (cine)          | Jang Jae-hyun             | Ganador          | [ 50 ]        |
| 2025 | Premios Director's Cut                                 | Mejor guion (cine)             | Jang Jae-hyun             | Ganador          | [ 50 ]        |
| 2025 | Premios Director's Cut                                 | Mejor actriz (cine)            | Kim Go-eun                | Ganadora         | [ 50 ]        |
| 2025 | Premios Director's Cut                                 | Mejor actor (cine)             | Choi Min-sik              | Nominado         | [ 50 ]        |
| 2025 | Premios Director's Cut                                 | Mejor actriz revelación (cine) | Kim Ji-ahn                | Nominada         | [ 50 ]        |
| 2025 | Premios Director's Cut                                 | Mejor actor revelación (cine)  | Lee Do-hyun               | Ganador          | [ 50 ]        |